# Liste der Kreisstraßen im Landkreis Heilbronn
Diese Liste enthält die Kreisstraßen im baden-württembergischen Landkreis Heilbronn.

## Abkürzungen
- K: Kreisstraße
- L: Landesstraße

## Liste
Die Kreisstraßen behalten die ihnen zugewiesene Nummer nicht bei einem Wechsel in einen anderen Stadt- oder Landkreis. Nicht vorhandene bzw. nicht nachgewiesene Kreisstraßen sind kursiv gekennzeichnet, ebenso Straßen und Straßenabschnitte, die unabhängig vom Grund (Herabstufung zu einer Gemeindestraße oder Höherstufung) keine Kreisstraßen mehr sind.
Der Straßenverlauf wird in der Regel von Nord nach Süd und von West nach Ost angegeben.
| Nr.    | Verlauf |
| ------ | --- |
| K 2000 | in Kochendorf – L 1101 in Neckarsulm |
| K 2001 | L 1088 in Oedheim – Lautenbach – L 1095 |
| K 2002 | Degmarn – L 1088 |
| K 2003 | K 2135 – L 1095 in Dahenfeld |
| K 2005 | K 2126 in Weißenhof – Gellmersbach – K 2006 in Eberstadt |
| K 2006 | Hälde – Buchhorn – Lennach – Eberstadt – K 2005 – L 1036 |
| K 2007 | L 1088 – Neuenstadt am Kocher – Cleversulzbach – K 2008 – L 1036 |
| K 2008 | K 2007 in Cleversulzbach – K 2129 in Brettach |
| K 2009 | K 2129 in Langenbeutingen – Kreisgrenze – (K 2337 im Hohenlohekreis) |
| K 2010 | K 2129 in Langenbeutingen – Kreisgrenze – (K 2334 im Hohenlohekreis) |
| K 2011 | (K 2334 im Hohenlohekreis) – Kreisgrenze – L 1088 – K 2129 in Langenbeutingen                                                                                              |
| K 2012 | L 1095 – Gochsen – K 2013 – L 1088 |
| K 2013 | L 1095 in Bürg – K 2012 in Gochsen |
| K 2014 | K 2015 – K 2130 in Kochersteinsfeld |
| K 2015 | K 2130 in Lampoldshausen – K 2014 – Kreisgrenze – (K 2328 im Hohenlohekreis)                                                                                               |
| K 2016 | (K 2328 im Hohenlohekreis) – Kreisgrenze – Kleiner Buchhof – Kreisgrenze – (K 2328 im Hohenlohekreis)                                                                      |
| K 2017 | (K 2328 im Hohenlohekreis) – Kreisgrenze – Äußerer Pfitzhof – Mittlerer Pfitzhof – Kreisgrenze – (K 2328 im Hohenlohekreis)                                                |
| K 2018 | (K 2328 im Hohenlohekreis) – Kreisgrenze – Edelmannshof – K 2019 – Kreisgrenze – (K 2322 im Hohenlohekreis)                                                                |
| K 2019 | L 1025 in Jagsthausen – K 2018 |
| K 2020 | K 2133 in Unterkessach – Rappen – L 1025 in Jagsthausen |
| K 2022 | (K 3952 im Neckar-Odenwald-Kreis) – Kreisgrenze – K 2133 in Unterkessach                                                                                                   |
| K 2023 | L 527/L 1095 in Möckmühl – Hagenbach – Korb – K 2134 – K 2133 |
| K 2024 | K 2137 – L 527 in Möckmühl |
| K 2026 | Reichertshausen Wald – Reichertshausen – K 2137 |
| K 2027 | K 2136 in Kreßbach – Ernstein – L 1095 |
| K 2028 | K 2140 – Bad Friedrichshall – L 1096 in Bad Friedrichshall |
| K 2029 | K 2159 – Duttenberg – K 2030 – |
| K 2030 | in Offenau – K 2029 in Duttenberg |
| K 2032 | K 2035 – Bachenau – K 2033 – K 2159 in Obergriesheim |
| K 2033 | K 2035 – K 2032 in Bachenau |
| K 2035 | K 2159 in Gundelsheim – K 2032 – K 2033 – Tiefenbach – Höchstberg – L 1096                                                                                                 |
| K 2036 | (K 3948 im Neckar-Odenwald-Kreis) – Kreisgrenze – K 2148 |
| K 2037 | L 530 – Kreisgrenze – (K 3947 im Neckar-Odenwald-Kreis) |
| K 2038 | L 530 in Siegelsbach – K 2148 – Zimmerhof – Hohenstadt – L 530 in Bad Wimpfen                                                                                              |
| K 2040 | L 530 in Bad Wimpfen – Kreisgrenze – (K 9559 in Heilbronn) |
| K 2041 | L 530/L 549 – Babstadt – K 2143 – K 2119 – K 2142 – Treschklingen – K 2042 – in Fürfeld                                                                                    |
| K 2042 | K 2142 – K 2041 in Treschklingen |
| K 2043 | – K 2144 – Grombach – K 2044 – K 2143 – Obergimpern – L 549 – L 530 |
| K 2044 | K 2043 in Grombach – K 2142 |
| K 2045 | K 2146 – Bockschaft – K 2146 |
| K 2047 | L 1107 in Massenbach – Kreisgrenze – (K 9556 in Heilbronn) |
| K 2048 | L 1107 in Massenbach – in Schluchtern |
| K 2049 | L 592 in Gemmingen – K 2145 in Massenbachhausen |
| K 2052 | L 1110 – L 552 |
| K 2053 | K 2054 – Stebbach – L 592 in Gemmingen |
| K 2054 | L 592 in Richen – K 2053 – in Stebbach |
| K 2055 | L 550 in Adelshofen – Dammhof – L 1110 |
| K 2057 | L 552 in Elsenz – K 2058 – Kreisgrenze – (K 3514 im Landkreis Karlsruhe)                                                                                                   |
| K 2058 | K 2057 – L 553 |
| K 2059 | (K 3510 im Landkreis Karlsruhe) – Kreisgrenze – K 2145 in Eppingen |
| K 2060 | (K 3509 im Landkreis Karlsruhe) – Kreisgrenze – K 2145 |
| K 2061 | (K 4514 im Enzkreis) – Kreisgrenze – Kreisstraße ohne Anschluss an eine klassifizierte Straße – Kreisgrenze – (K 1642 im Landkreis Ludwigsburg)                            |
| K 2062 | L 1103 in Zaberfeld – Kreisgrenze – (K 1643 im Landkreis Ludwigsburg) |
| K 2063 | L 1110 – Stockheim – K 2064 – L 1107 in Brackenheim |
| K 2064 | L 1107 – Haberschlacht – K 2065 – Stockheim – K 2063 – L 1103 in Frauenzimmern                                                                                             |
| K 2065 | K 2160 in Niederhofen – Haberschlacht – K 2064 – L 1107 |
| K 2067 | L 1110 – Eibensbach – K 2150 |
| K 2068 | L 1107 in Botenheim – K 2150 in Cleebronn |
| K 2069 | K 2150 – Erlebnispark Tripsdrill – Wildparadies Tripsdrill – Kreisgrenze – (K 1632 im Landkreis Ludwigsburg)                                                               |
| K 2070 | L 1107 in Botenheim – K 2071 in Meimsheim |
| K 2071 | L 1103 in Meimsheim – K 2070 – L 1107 |
| K 2072 | L 1103 in Meimsheim – Kreisgrenze – (K 1627 im Landkreis Ludwigsburg) |
| K 2073 | L 1106 in Dürrenzimmern – K 2074 – L 1103 in Meimsheim |
| K 2074 | L 1106 in Brackenheim – K 2073 – Hausen an der Zaber – K 2075 – L 1103 |
| K 2075 | L 1106 in Nordhausen – Hausen an der Zaber – K 2074 – L 1103 in Meimsheim                                                                                                  |
| K 2076 | K 2151 in Neipperg – L 1106 in Dürrenzimmern |
| K 2077 | K 2151 – L 1106 in Nordheim |
| K 2078 | L 1105 – Kreisgrenze – (K 9553 in Heilbronn) |
| K 2079 | (K 9555 in Heilbronn) – Kreisgrenze – L 1100 in Flein |
| K 2080 | – K 2155 in Talheim |
| K 2081 | (K 9554 in Heilbronn) – Kreisgrenze – – Talheim – K 2155 – Landturm – K 2082 – K 2083 – L 1105 – Neckarwestheim – K 2085 – Kreisgrenze – (K 1624 im Landkreis Ludwigsburg) |
| K 2082 | L 1105 – K 2081 in Landturm |
| K 2083 | K 2081 in Landturm – Schozach – K 2084 – L 1100 in Ilsfeld |
| K 2084 | K 2083 in Schozach – L 1100 |
| K 2085 | K 2081 in Neckarwestheim – K 2156 – Pfahlhof – Kreisgrenze – (K 1621 im Landkreis Ludwigsburg)                                                                             |
| K 2086 | (K 9550 in Heilbronn) – Kreisgrenze – Donnbronn – Untergruppenbach – K 2087 – L 1111 – K 2155 – Wüstenhausen – Landturm – Bustadt – L 1102 in Auenstein                    |
| K 2087 | Obergruppenbach – K 2086 in Untergruppenbach |
| K 2088 | L 1111 in Happenbach – K 2161 – L 1102 in Abstatt |
| K 2089 | L 1102 in Auenstein – Helfenberg – Söhlbach – L 1100 in Beilstein |
| K 2091 | L 1100 in Beilstein – L 1116 – Kreisgrenze – (K 1616 im Landkreis Ludwigsburg)                                                                                             |
| K 2092 | L 1116 – K 2098 – Kreisgrenze – (K 1615 im Landkreis Ludwigsburg) – Kreisgrenze – Untere Ölmühle – Kreisgrenze – (K 1613 im Landkreis Ludwigsburg)                         |
| K 2093 | K 2095 – Billensbach – K 2094 – Maad – Klingen – Unterjettenbach – L 1116                                                                                                  |
| K 2094 | L 1116 – K 2093 in Billensbach |
| K 2095 | L 1116 – K 2093 – Kaisersbach |
| K 2096 | (K 1614 im Landkreis Ludwigsburg) – Kreisgrenze – Kreisstraße ohne Anschluss an eine klassifizierte Straße – Kreisgrenze – (K 1820 im Rems-Murr-Kreis)                     |
| K 2098 | K 2092 – Stocksberg – L 1066 – Lohmühle – Stangenbach – Schmellenhof – L 1090 in Wüstenrot                                                                                 |
| K 2100 | L 1090 in Wüstenrot – Kreisgrenze – (K 1819 im Rems-Murr-Kreis) |
| K 2101 | L 1090 in Wüstenrot – Kreisgrenze – (K 1814 im Rems-Murr-Kreis) |
| K 2102 | – L 1090 in Wüstenrot |
| K 2103 | L 1090 – Schweizerhof – Maienfels |
| K 2105 | – Hößlinsülz – |
| K 2106 | – Löwenstein – K 2107 in Reisach |
| K 2107 | K 2108 in Weiler – Reisach – K 2106 – K 2108 – Lichtenstern – |
| K 2108 | L 1035 in Affaltrach – K 2124 – K 2123 – Weiler – K 2107 – Eichelberg – K 2122 – K 2109 – Altenhau – K 2107                                                                |
| K 2109 | K 2108 in Eichelberg – Friedrichshof |
| K 2110 | (K 2342 im Hohenlohekreis) – Kreisgrenze – L 1035 in Eschenau |
| K 2111 | K 2113 in Wimmental – Sülzbach – |
| K 2113 | /L 1101 in Weinsberg – Grantschen – Wimmental – K 2111 – Kreisgrenze – (K 2340 im Hohenlohekreis)                                                                          |
| K 2116 | L 1095 in Neckarsulm – K 2117 – Plattenwald – Amorbach – L 1095 |
| K 2117 | in Bad Friedrichshall – K 2116 |
| K 2119 | K 2041 in Babstadt – L 528 in Bad Rappenau |
| K 2120 | L 528 in Bad Rappenau – L 1107 in Bonfeld |
| K 2122 | K 2123 – K 2108 in Eichelberg |
| K 2123 | L 1035 in Eschenau – K 2122 – K 2108 |
| K 2124 | – Breitenauer See – K 2108 |
| K 2125 | (K 9563 in Heilbronn) – Kreisgrenze – L 1101 in Binswangen |
| K 2126 | L 1101 in Erlenbach – K 2005 in Weißenhof |
| K 2127 | L 1102 in Lehrensteinsfeld – in Willsbach |
| K 2128 | (K 2379 im Hohenlohekreis) – Kreisgrenze – L 1035 in Willsbach |
| K 2129 | L 1045/L 1088 – Brettach – K 2008 – Langenbeutingen – K 2009 – Kreisgrenze – (K 2385 im Hohenlohekreis)                                                                    |
| K 2130 | L 1047 – K 2131 – Lampoldshausen – K 2015 – Kochersteinsfeld – K 2014 – L 1045                                                                                             |
| K 2131 | /L 1047 – K 2130 |
| K 2132 | L 1095 in Möckmühl – L 1047 |
| K 2133 | (K 2380 im Hohenlohekreis) – Kreisgrenze – Unterkessach – K 2022 – K 2020 – K 2023 – L 1025 in Widdern                                                                     |
| K 2135 | L 1088 – Brambacher Hof – K 2003 – L 1095 |
| K 2136 | L 1096 – Siglingen – Kreßbach – K 2027 – L 720 in Stein am Kocher |
| K 2137 | L 527 in Bittelbronn – K 2024 – K 2026 – L 1096 |
| K 2138 | L 586 in Roigheim – Hofbrunnen – L 527 in Bittelbronn |
| K 2139 | L 1088 in Bad Friedrichshall – K 2140 – Oedheim – L 1088 |
| K 2140 | L 1096 in Heuchlingen – K 2028 – K 2139 in Oedheim |
| K 2141 | L 1107 in Bonfeld – Kreisgrenze – (K 9560 in Heilbronn) |
| K 2142 | K 2144 in Kirchardt – K 2044 – K 2042 – K 2041 – L 530/L 549 |
| K 2143 | (K 4283 im Rhein-Neckar-Kreis) – Kreisgrenze – K 2043 – K 2041 in Babstadt                                                                                                 |
| K 2144 | (K 4284 im Rhein-Neckar-Kreis) – Kreisgrenze – Grombach – K 2043 – Kirchardt – K 2142 –                                                                                    |
| K 2145 | L 1110 in Berwangen – K 2049 – L 1107 in Massenbachhausen |
| K 2146 | L 592 in Ittlingen – K 2045 – südliche Strecke – K 2045 – L 1110 in Kirchardt                                                                                              |
| K 2147 | (K 4282 im Rhein-Neckar-Kreis) – Kreisgrenze – L 592 in Ittlingen |
| K 2148 | L 530 – Bad Rappenau – L 528 – K 2038 – Zimmerhof – K 2036 – L 528 |
| K 2149 | L 1110 in Eppingen – Mühlbach – K 2059 – K 2060 – Ochsenburg – L 1103 in Leonbronn                                                                                         |
| K 2150 | L 1103 in Frauenzimmern – Cleebronn – K 2068 – K 2069 – Kreisgrenze – (K 1680 im Landkreis Ludwigsburg)                                                                    |
| K 2151 | K 2160 in Schwaigern – K 2077 – Neipperg – K 2076 – L 1107 |
| K 2154 | (K 9561 in Heilbronn) – Kreisgrenze – |
| K 2155 | – K 2081 – Talheim – K 2080 – L 1100 – K 2086 – L 1111 in Untergruppenbach                                                                                                 |
| K 2156 | L 1100 in Ilsfeld – K 2085 – Pfahlhof – Kreisgrenze – (K 1676 im Landkreis Ludwigsburg)                                                                                    |
| K 2157 | L 1107 in Bonfeld – Kreisgrenze – (K 9565 in Heilbronn) |
| K 2159 | – Gundelsheim – Obergriesheim – K 2032 – K 2029 – Heuchlingen – L 1096 |
| K 2160 | – Schwaigern – K 2151 – Stetten am Heuchelberg – L 1107 – Niederhofen – K 2065 – Kleingartach – L 1110 – Michelbach am Heuchelberg – L 1103 in Zaberfeld                   |

## Besonderheit
Es gibt eine Kreisstraße, die insgesamt sieben Mal die Grenze zwischen dem Hohenlohekreis und dem Landkreis Heilbronn überschreitet. Dabei trägt sie sechs verschiedene Kreisstraßennummern.
| Landkreis      | Nr.    | Verlauf                                                                   |
| -------------- | ------ | ------------------------------------------------------------------------- |
| Hohenlohekreis | K 2322 | L 1025 in Kloster Schöntal – K 2321 – Neuhof – Kreisgrenze1 –             |
| Heilbronn      | K 2018 | K 2019 – Edelmannshof – Kreisgrenze2 –                                    |
| Hohenlohekreis | K 2328 | L 1050 – Kreisgrenze3 –                                                   |
| Heilbronn      | K 2017 | Mittlerer Pfitzhof – Äußerer Pfitzhof – Kreisgrenze4 –                    |
| Hohenlohekreis | K 2328 | Neuzweiflingen – Kreisgrenze5 –                                           |
| Heilbronn      | K 2016 | Kleiner Buchhof – Kreisgrenze6–                                           |
| Hohenlohekreis | K 2328 | Kreisstraße ohne Anschluss an eine klassifizierte Straße – Kreisgrenze7 – |
| Heilbronn      | K 2015 | K 2014 – K 2130 in Lampoldshausen                                         |